# ATP-toernooi van Boekarest
De BCR Open Romania of het  ATP-toernooi van Boekarest was een jaarlijks tennistoernooi voor mannen dat werd gespeeld in de Roemeense hoofdstad Boekarest als onderdeel van de ATP World Tour 250. Het toernooi werd voor het eerst georganiseerd in 1993 en werd gespeeld in september in de BNR Arena. Het toernooi werd gespeeld op gravel. De laatste editie van het toernooi vond plaats in 2016. Het toernooi werd in 2024 nieuw leven ingeblazen.

## Geschiedenis
In 1993 kocht de Roemeense zakenman en oud-tennisser Ion Țiriac de licentie over van het ATP-toernooi van Keulen. Hij verhuurde de licentie vervolgens aan het toernooi van Boekarest. Het toernooi vond plaats in de maand september na de US Open. 
Vanaf 2007 was het toernooi van Boekarest nog het enige graveltoernooi in september na de US Open. Vanaf de editie van 2012 verplaatste de ATP het toernooi naar het gravelseizoen in april. Dit was ook de nadrukkelijke wens van de organsiatie.
In 2016 vond de laatste editie van het toernooi plaats, Ion Țiriac ging zijn licentie namelijk verhuren aan het Boedapest. De locatie in Boekarest was niet meer profniveau waardig, waardoor Țiriac op zoek ging naar een andere locatie in Oost-Europa. Tijdens de editie van 2016 was het center court zelfs gesloten vanwege veiligheidsredenen en moest het toernooi op de 2e hoofdbaan worden afgewerkt. Țiriac wilde in Boekarest een nieuw tennisstadion bouwen, maar dat werd hem door de Roemeense politiek verboden.

## Enkelspel
| Jaar      | Kampioen               | Verliezend finalist    | Score in de finale |
| --------- | ---------------------- | ---------------------- | ------------------ |
| 1993      | Goran Ivanišević       | Andrej Tsjerkasov      | 6-2, 7-6           |
| 1994      | Franco Davín           | Goran Ivanišević       | 6-2, 6-4           |
| 1995      | Thomas Muster          | Gilbert Schaller       | 6-3, 6-4           |
| 1996      | Alberto Berasategui    | Carlos Moyà            | 6-1, 7-6           |
| 1997      | Richard Fromberg       | Andrea Gaudenzi        | 6-1, 7-6           |
| 1998      | Francisco Clavet       | Arnaud Di Pasquale     | 6-4, 2-6, 7-5      |
| 1999      | Alberto Martín         | Karim Alami            | 6-3, 6-2           |
| 2000      | Juan Balcells          | Markus Hantschk        | 6-3, 3-6, 7-6      |
| 2001      | Younes El Aynaoui      | Albert Montañés        | 7-6, 7-6           |
| 2002      | David Ferrer           | José Acasuso           | 6-3, 6-2           |
| 2003      | David Sanchez          | Nicolás Massú          | 6-2, 6-2           |
| 2004      | José Acasuso           | Igor Andrejev          | 6-3, 6-0           |
| 2005      | Florent Serra          | Igor Andrejev          | 6-3, 6-4           |
| 2006      | Jürgen Melzer          | Filippo Volandri       | 6-1, 7-5           |
| 2007      | Gilles Simon (1)       | Victor Hănescu         | 4-6, 6-3, 6-2      |
| 2008      | Gilles Simon (2)       | Carlos Moyà            | 6-3, 6-4           |
| 2009      | Albert Montañés        | Juan Mónaco            | 7-6(2) 7-6(6)      |
| 2010      | Juan Ignacio Chela     | Pablo Andújar          | 7-5, 6-1           |
| 2011      | Florian Mayer          | Pablo Andújar          | 6-3, 6-1           |
| 2012      | Gilles Simon (3)       | Fabio Fognini          | 6-4, 6-3           |
| 2013      | Lukáš Rosol            | Guillermo García López | 6-3, 6-2           |
| 2014      | Grigor Dimitrov        | Lukáš Rosol            | 7-6(2), 6-1        |
| 2015      | Guillermo García López | Jiří Veselý            | 7-6(5), 7-6(11)    |
| 2016      | Fernando Verdasco      | Lucas Pouille          | 6-3, 6-2           |
| 2017-2023 | Geen toernooi          | Geen toernooi          | Geen toernooi      |
| 2024      | Márton Fucsovics       | Mariano Navone         | 6-4, 7-5           |
| 2025      | Flavio Cobolli         | Sebastián Báez         | 6-4, 6-4           |

## Dubbelspel
| Jaar      | Kampioenen                           | Verliezend finalisten                   | Score in de finale      |
| --------- | ------------------------------------ | --------------------------------------- | ----------------------- |
| 1993      | Menno Oosting Libor Pimek            | George Cosac Ciprian Porumb             | 7-6, 7-6                |
| 1994      | Wayne Arthurs Simon Youl             | Jordi Arrese José Antonio Conde         | 6-4, 6-4                |
| 1995      | Mark Keil Jeff Tarango (1)           | Cyril Suk Daniel Vacek                  | 6-4, 7-6                |
| 1996      | David Ekerot Jeff Tarango (2)        | David Adams Menno Oosting               | 7-6, 7-6                |
| 1997      | Luis Lepez Javier Sánchez            | Hendrik Jan Davids Daniel Orsanic       | 7-5, 7-5                |
| 1998      | Andrei Pavel Gabriel Trifu           | George Cosac Dinu Pescariu              | 7-6, 7-6                |
| 1999      | Lucas Arnold Ker (1) Martín García   | Marc-Kevin Goellner Francisco Montana   | 6-3, 2-6, 6-3           |
| 2000      | Alberto Martín Eyal Ran              | Devin Bowen Mariano Hood                | 7-6(4), 6-1             |
| 2001      | Aleksandar Kitinov Johan Landsberg   | Pablo Albano Marc-Kevin Goellner        | 6-4, 6-7(5), [10-6]     |
| 2002      | Jens Knippschild Peter Nyborg        | Emilio Benfele Alvarez Andrés Schneiter | 6-3, 6-3                |
| 2003      | Karsten Braasch Sargis Sargsian      | Simon Aspelin Jeff Coetzee              | 7-6(7), 6-2             |
| 2004      | Lucas Arnold Ker (2) Mariano Hood    | José Acasuso Óscar Hernández            | 7-6(5), 6-1             |
| 2005      | José Acasuso Sebastián Prieto        | Victor Hănescu Andrei Pavel             | 6-3, 4-6, 6-3           |
| 2006      | Mariusz Fyrstenberg Marcin Matkowski | Martín García Luis Horna                | 6-7(5), 7-6(5), [10-8]  |
| 2007      | Oliver Marach Michal Mertiňák (1)    | Martín García Sebastián Prieto          | 7-6(2), 7-6(8)          |
| 2008      | Nicolas Devilder Paul-Henri Mathieu  | Mariusz Fyrstenberg Marcin Matkowski    | 7-6(4), 6-7(9), [22-20] |
| 2009      | František Čermák Michal Mertiňák (2) | Johan Brunström Jean-Julien Rojer       | 6-2, 6-4                |
| 2010      | Juan Ignacio Chela Łukasz Kubot      | Marcel Granollers Santiago Ventura      | 6-2, 5-7, [13-11]       |
| 2011      | Daniele Bracciali Potito Starace     | Julian Knowle David Marrero             | 3-6, 6-4, [10-8]        |
| 2012      | Robert Lindstedt Horia Tecău (1)     | Jérémy Chardy Łukasz Kubot              | 7-6(2), 6-3             |
| 2013      | Maks Mirni Horia Tecău (2)           | Lukáš Dlouhý Oliver Marach              | 4-6, 6-4, [10-6]        |
| 2014      | Jean-Julien Rojer Horia Tecău (3)    | Mariusz Fyrstenberg Marcin Matkowski    | 6-4, 6-4                |
| 2015      | Marius Copil Adrian Ungur            | Nicholas Monroe Artem Sitak             | 3-6, 7-5, [17-15]       |
| 2016      | Florin Mergea Horia Tecău (4)        | Chris Guccione André Sá                 | 7-5, 6-4                |
| 2017-2023 | Geen toernooi                        | Geen toernooi                           | Geen toernooi           |
| 2024      | Sadio Doumbia Fabien Reboul          | Harri Heliövaara Henry Patten           | 6-3, 7-5                |
| 2025      | Marcel Granollers Horacio Zeballos   | Jakob Schnaitter Mark Wallner           | 7-6 (3), 6-4            |

## Statistieken

### Meeste enkelspeltitels
| Aantal titels | Speler       | Jaren            |
| ------------- | ------------ | ---------------- |
| 3             | Gilles Simon | 2007, 2008, 2012 |

(Bijgewerkt t/m 2024)

### Meeste enkelspeltitels per land
| Aantal titels | Land       |
| ------------- | ---------- |
| 9             | Spanje     |
| 4             | Frankrijk  |
| 3             | Argentinië |
| 2             | Oostenrijk |

(Bijgewerkt t/m 2024)

### Enkel- en dubbelspeltitel in hetzelfde jaar
| Tennisser          | Jaar |
| ------------------ | ---- |
| Juan Ignacio Chela | 2010 |